# Sinopoda shennonga
Sinopoda shennonga is een spinnensoort in de taxonomische indeling van de jachtkrabspinnen (Sparassidae).
Het dier behoort tot het geslacht Sinopoda. De wetenschappelijke naam van de soort werd voor het eerst geldig gepubliceerd in 1996 door Peng, Chang-Min Yin & Joo-Pil Kim.